# لیک مک دونالد ()
لیک مک دونالد (به انگلیسی: Lake McDonald) یک منطقهٔ مسکونی در ایالات متحده آمریکا است که در شهرستان فلت‌هد، مونتانا واقع شده‌است. لیک مک دونالد ۹۸۲٫۹۹ متر بالاتر از سطح دریا قرار دارد.